# Odaát (4. évad)
Az Odaát (Supernatural) negyedik évada 2008. szeptember 18-án indult az amerikai The CW csatornán, a vetítés 2009. május 21-ig tartott.

## Epizódok
| Sor. | Év. | Cím                                                                   | Rendező         | Író                                                            | Premier                                  | Nézettség |
| ---- | --- | --------------------------------------------------------------------- | --------------- | -------------------------------------------------------------- | ---------------------------------------- | --------- |
| 61.  | 1.  | Feltámadás (Lazarus Rising)                                           | Kim Manners     | Eric Kripke                                                    | 2008. szeptember 18. 2012. augusztus 17. |           |
| 62.  | 2.  | Isten szeme mindent lát (Are You There God? It's Me, Dean Winchester) | Phil Sgriccia   | Történet: Sera Gamble & Lou Bollo Forgatókönyv: Sera Gamble    | 2008. szeptember 25. 2012. augusztus 24. |           |
| 63.  | 3.  | Rég elveszettnek hitt dolgok (In The Beginning)                       | Steve Boyum     | Jeremy Carver                                                  | 2008. október 2. 2012. augusztus 31.     |           |
| 64.  | 4.  | Átváltozások (Metamorphosis)                                          | Kim Manners     | Cathryn Humphris                                               | 2008. október 9. 2012. szeptember 7.     |           |
| 65.  | 5.  | Szörnyfilm (Monster Movie)                                            | Robert Singer   | Ben Edlund                                                     | 2008. október 16. 2012. szeptember 14.   |           |
| 66.  | 6.  | Sárgaláz (Yellow Fever)                                               | Phil Sgriccia   | Andrew Dabb & Daniel Loflin                                    | 2008. október 23. 2012. szeptember 21.   |           |
| 67.  | 7.  | Boszorkányság (It's The Great Pumpkin, Sam Winchester)                | Charles Beeson  | Julie Siege                                                    | 2008. október 30. 2012. szeptember 28.   |           |
| 68.  | 8.  | A kívánságok kútja (Wishful Thinking)                                 | Robert Singer   | Történet: Ben Edlund & Lou Bollo Forgatókönyv: Ben Edlund      | 2008. november 6. 2012. október 5.       |           |
| 69.  | 9.  | Tudom, mit tettél tavaly nyáron (I Know What You Did Last Summer)     | Charles Beeson  | Sera Gamble                                                    | 2008. november 13. 2012. október 12.     |           |
| 70.  | 10. | Angyalok és démonok (Heaven and Hell)                                 | J. Miller Tobin | Történet: J. Miller Tobin Forgatókönyv: Eric Kripke            | 2008. november 20. 2012. október 19.     |           |
| 71.  | 11. | Csonka család (Family Remains)                                        | Phil Sgriccia   | Jeremy Carver                                                  | 2009. január 15. 2012. október 26.       |           |
| 72.  | 12. | Halálos bűvölet (Criss Angel Is A Douchebag)                          | Robert Singer   | Julie Siege                                                    | 2009. január 22. 2012. november 9.       |           |
| 73.  | 13. | Szorgalmi feladat (After School Special)                              | Adam Kane       | Andrew Dabb & Daniel Loflin                                    | 2009. január 29. 2012. november 16.      |           |
| 74.  | 14. | Halálosan szeretlek (Sex and Violence)                                | Charles Beeson  | Cathryn Humphris                                               | 2009. február 5. 2012. november 23.      |           |
| 75.  | 15. | A halál és a fiúcska (Death Takes A Holiday)                          | Steve Boyum     | Jeremy Carver                                                  | 2009. március 12. 2012. november 30.     |           |
| 76.  | 16. | Vallatás (On The Head Of A Pin)                                       | Mike Rohl       | Ben Edlund                                                     | 2009. március 19. 2012. december 7.      |           |
| 77.  | 17. | Illúziók (It's A Terrible Life)                                       | James L. Conway | Sera Gamble                                                    | 2009. március 26. 2012. december 14.     |           |
| 78.  | 18. | A próféta (The Monster at the End of This Book)                       | Mike Rohl       | Történet: Julie Siege & Nancy Weiner Forgatókönyv: Julie Siege | 2009. április 2. 2012. december 21.      |           |
| 79.  | 19. | Az elveszett fiú (Jump the Shark)                                     | Phil Sgriccia   | Andrew Dabb & Daniel Loflin                                    | 2009. április 23. 2013. január 4.        |           |
| 80.  | 20. | Démonok (The Rapture)                                                 | Charles Beeson  | Jeremy Carver                                                  | 2009. április 30. 2013. január 11.       |           |
| 81.  | 21. | A pusztulás útja (When The Levee Breaks)                              | Robert Singer   | Sera Gamble                                                    | 2009. május 7. 2013. január 18.          |           |
| 82.  | 22. | Lucifer diadala (Lucifer Rising)                                      | Eric Kripke     | Eric Kripke                                                    | 2009. május 14. 2013. január 25.         |           |